# Iwan Ljachow
Iwan Ljachov (russisch Иван Ляхов; † um 1800) war ein russischer Händler im 18. Jahrhundert, der große Teile der Neusibirischen Inseln erkundete.
Ljachov brach im Frühling 1770 mit Hundeschlitten auf, um die 1710 von Jakow Permjakow entdeckten Inseln nördlich der sibirischen Küste zu erkunden. Ljachov Hauptmotivation waren mehr wirtschaftliche, denn geographische oder naturwissenschaftliche Gründe, so erhoffte er sich Elfenbein von prähistorischen Mammuts, die er im Eis konserviert zu finden hoffte. Später wurden die von ihm während dieser Expedition besuchten Inseln ihm zu Ehren Ljachow-Inseln benannt. Er behauptete danach, die Menge an Mammutknochen und -stoßzähnen sei so enorm, dass man denken könne, die Inseln bestehen daraus. Ein ähnliches Bild soll sich auf den anderen Inseln des Archipels gezeigt haben.
1773–74 startete er einen neuen Versuch, er besuchte erneut die Ljachow-Inseln, überquerte die Sannikowstraße und entdeckte die Kotelny-Insel.
1775 startete Ljachow seine letzte Expedition, diesmal vor allem mit wissenschaftlichem Hintergrund, so gehörte seinem Team auch ein Vermessungsingenieur an. Bei dieser letzten Reise erkundete und beschrieb er die größte der Ljachowinseln, die Große Ljachow-Insel (Большой Ляховский).